# 台裂腹長蝽
台裂腹長蝽（学名：Nerthus taivanicus）为長蝽科腹長蝽屬下的一个种。